# Яковлев, Николай Дмитриевич
Никола́й Дми́триевич Я́ковлев (19 (31) декабря 1898, Старая Русса — 9 мая 1972, Москва) — советский военачальник, маршал артиллерии (21.02.1944). Начальник Главного артиллерийского управления (1941—1948). Депутат Верховного Совета СССР 2-го созыва (1946—1950). Академик Академии артиллерийских наук.

## Ранние годы и служба в Русской императорской армии
Родился в городе Старая Русса ныне Новгородской области. Из мещан, отец его более 40 лет работал в городской пожарной команде, дослужившись до должности брандмейстера. Русский. Был единственным сыном в семье, зато в ней было 7 дочерей. Окончил высшее начальное училище в Старой Руссе в 1916 году.

Мемориальная доска в Старой Руссе. Крестецкая улица, д. 2

В Русскую императорскую армию призван в декабре 1916 года. Окончил учебную команду 268-го Пошехонского пехотного полка в 1917 году (дислоцировалась также в Старой Руссе) и с июля 1917 года в его рядах участвовал в Первой мировой войне в чине младшего унтер-офицера, был зачислен в полковую пулемётную команду. Полк воевал на первой мировой войне в составе 67-й пехотной дивизии 35-го армейского корпуса 2-й армии на Западном фронте. Полк занимал оборону в районе озера Нарочь, а в ноябре 1917 года был переведён на Румынский фронт. Осенью 1917 года Яковлев был избран членом полкового солдатского комитета. В январе 1918 года был демобилизован.

## Гражданская война
В Красной армии с февраля 1918 года. Служил в военном отделе Старорусского уездного Совета рабочих и крестьянских депутатов, а в июне 1918 года — в только что сформированный Старорусский уездный военный комиссариат. В мае 1919 года зачислен в штаб начальника артиллерии Западного фронта, откуда вскоре направлен на учёбу. В сентябре 1920 года окончил 2-е Петроградские артиллерийские командные курсы. Три месяца служил в артиллерийском дивизионе в Новочеркасске.
В Гражданской войне участвовал с декабря 1920 года, командовал огневым взводом 95-го лёгкого артиллерийского дивизиона 32-й стрелковой дивизии Кавказского фронта. Участвовал в боевых действиях в горном Дагестане против отрядов имама Н. Гоцинского. Как отмечал Н. Д. Яковлев в своих воспоминаниях, несмотря на то, что как такового фронта там давно уже не было, боевые действия были очень тяжёлыми и сопровождались большими потерями с обеих сторон.

## Межвоенный период
В мае 1921 года назначен адъютантом 32-го гаубичного артдивизиона, в июне того же года — 28-го сводного тяжелого гаубичного артдивизиона, в декабре того же года — 28-й Царицынской стрелковой дивизии, с апреля 1922 года — 28-й горнострелковой дивизии. С июня того же года — помощник командира отдельной гаубичной батареи в 28-й горнострелковой дивизии (Северо-Кавказский военный округ). С сентября 1923 года — заместитель начальника 28-го артиллерийского дивизиона. В этих подразделениях служил на территории Азербайджана, затем в Георгиевске и во Владикавказе. Член ВКП(б) с 1923 года.
В 1924 году окончил Высшую артиллерийскую школу командного состава (Петроград). С ноября того же года — командир артиллерийской батареи в 28-й горнострелковой дивизии, затем долго служил в этой дивизии: политрук дивизиона (февраль 1925), помощник командира 3-го дивизиона (октябрь 1925), командир и военком 3-го артдивизиона (январь 1926), командир артидивизиона в дивизионной артшколе (октябрь 1926), начальник штаба 13-го артиллерийского полка (апрель 1929) и 28-го артполка (с января 1930), командир и военком 9-го корпусного артполка (апрель 1931). С 1934 года — начальник артиллерии Полоцкого укреплённого района в Белорусском военном округе. В 1937 году находился на трёхмесячной стажировке в чехословацкой армии. С лета 1937 года последовательно был начальником артиллерии Белорусского военного округа, Северо-Кавказского военного округа (с декабря 1937), Киевского особого военного округа (с декабря 1938).
Участвовал в походе Красной армии на Западную Украину в сентябре 1939 года (начальник артиллерии Украинского фронта) и в Советско-финской войне (в распоряжении командующего Северо-Западным фронтом С. К. Тимошенко).

## Великая Отечественная война
С 14 июня 1941 по май 1946 года был начальником Главного артиллерийского управления РККА. Вступил в должность утром 22 июня 1941 года. Занимался обеспечением артиллерии новыми видами вооружений и боеприпасов, обобщением боевого опыта и разработкой новых форм боевого применения артиллерии, налаживанием взаимодействия артиллерии с иными видами войск, анализом выявленных в боевой обстановке недостатков и организацией их скорейшего устранения образцов артиллерийского вооружения и боеприпасов, разработкой и реализацией планов обеспечения действующей армии артиллерийским вооружением. Подготовил и провёл реорганизацию аппарата ГАУ. Часто выезжал на фронты в действующую армию, принимал участие в подготовке и проведении ряда крупных операций. Кроме того, постановлением ГКО СССР от 4 февраля 1942 года был назначен заместителем члена ГКО А. И. Микояна по артиллерийскому снабжению.
Воинское звание маршал артиллерии присвоено 21 февраля 1944 года.
Для решения важнейших вопросов строительства и применения артиллерии за годы войны 140 раз вызывался на приём к И. В. Сталину.

## Послевоенное время
С мая 1946 по ноябрь 1948 года Яковлев был начальником Главного артиллерийского управления — первым заместителем командующего артиллерией Советской армии. В послевоенные годы активно участвовал в развитии реактивной ракетной техники в СССР. В феврале 1946 года возглавлял специальную комиссию, которая посетила Берлин, Нордхаузен и Бляйхероде с целью определения необходимости создания ракетной отрасли (Второго главного управления).
В рамках ракетного проекта по инициативе Н. Д. Яковлева в ГАУ было создано 4-е управление, которое возглавил генерал А. И. Соколов, выделен отдел теории полёта, который возглавил подполковник Г. А. Тюлин. Организован НИИ-4, руководителем которого был назначен генерал А. И. Нестеренко, его заместителем стал Л. М. Гайдуков. В октябре 1948 года являлся председателем Государственной комиссии при пуске первой в СССР баллистической ракеты Р-1 на полигоне Капустин Яр.
С ноября 1948 года — заместитель Министра Вооружённых Сил СССР.
Постановлением Совета Министров СССР № 5444-2370 от 31 декабря 1951 года «О недостатках 57-мм автоматических зенитных пушек С-60» был снят с этой должности, вместе с ним были сняты с должностей преемник Яковлева на должности начальника Главного артиллерийского управления генерал-полковник артиллерии И. И. Волкотрубенко и заместитель Министра вооружения СССР И. А. Мирзаханов. В конце февраля 1952 года был арестован по обвинению во вредительстве, а также лишён звания маршала артиллерии. Виновным себя в этом преступлении не признал, хотя и не отрицал упущений со своей стороны в устранении неполадок при освоении и серийном выпуске зенитной пушки С-60. Был освобождён и восстановлен в звании одним из первых, сразу после смерти И. В. Сталина в апреле 1953 года по предложению Л. П. Берия.
С 1953 года — первый заместитель командующего, а с января 1955 года — первый заместитель Главнокомандующего Войсками ПВО страны. С декабря 1960 года служил военным инспектором-советником в Группе генеральных инспекторов Министерства обороны СССР. Депутат Верховного Совета СССР 2-го созыва (1946—1950).

### Семья
- Сын — Яковлев, Николай Николаевич (1927—1996), историк.
  - Внук — Николай (род. 1958), учёный, предприниматель, генеральный директор ОАО АМНТК «Союз» (2005—2008).
- Сын — Яковлев, Сергей Николаевич (1944—1991), театровед.
  - Внук —Александр (род. 1987).

## Награды
- 6 орденов Ленина (22.02.1941; 02.06.1942; 21.02.1945; 30.12.1948; 20.04.1956; 30.12.1958)
- 2 ордена Красного Знамени (03.11.1944; 20.06.1949)
- 2 ордена Суворова 1-й степени (29.07.1944; 08.11.1944)
- Орден Кутузова 1-й степени (04.10.1943)
- Орден Трудового Красного Знамени (22.02.1968)
- Ряд медалей СССР

Иностранные награды
- Орден «Крест Грюнвальда» 1-й степени (21.05.1946, Польша)[13]
- Большой крест ордена «За военные заслуги» (9.02.1946, Болгария)[14]
- Орден Национального освобождения (Югославия)
- Орден Партизанской звезды 1-й степени (Югославия)
- Орден «За боевые заслуги» (6.07.1971, Монголия)
- Медаль «30 лет Халхин-Гольской Победы» (1969, Монголия)
- Медаль «50 лет Монгольской Народной Армии» (1971, Монголия)
- Медаль «50 лет Монгольской Народной Революции» (1971, Монголия)
- Медаль «За укрепление дружбы по оружию» 1-й степени (ЧССР)
- Медаль «Китайско-советская дружба» (КНР)

## Воинские звания
- комбриг (23.11.1938) (в некоторых публикациях ошибочно указывается о присвоении этого звания в декабре 1938 г.[15])
- комдив (05.11.1939)
- генерал-лейтенант артиллерии (04.06.1940)
- генерал-полковник артиллерии (22.02.1941)
- маршал артиллерии (21.02.1944)

## Труды
- Об артиллерии и немного о себе. — М.: Воениздат, 1981. — 176 с., 6 л. ил. — (Военные мемуары)[16][17].
- Н. Д. Яковлев: «Кремлю верил весь народ, которого никакие временные неудачи и лишения не могли сломить». // Военно-исторический журнал. — 2002. — № 5. — С.30-35.
- «В дело Победы … промышленные кадры внесли свой весомый вклад» // Военно-исторический журнал. — 2002. — № 10. — С.5-12.
- «И. В. Сталин меня несказанно удивил и обрадовал» // Военно-исторический журнал. — 2002. — № 12. — С.12-16.
- «Урал, Сибирь, Средняя Азия стали сердцем советской индустрии…» // Военно-исторический журнал. — 2003. — № 2. — С.12-16.
- Маршал артиллерии Н. Д. Яковлев: Рядом со Сталиным // Лобанов М. П. Сталин в воспоминаниях современников и документах эпохи. — М.: Алгоритм, 2008. — 669 с. — (Политический бестселлер).; ISBN 978-5-9265-0558-7.

## Память
- В Парке Победы города Старая Русса установлен бюст маршала артиллерии Н. Д. Яковлева (2022)[18].
- В городе Старая Русса на доме, в котором он родился, установлена мемориальная доска; его именем названа одна из улиц.
- Почётный гражданин города Старая Русса (26.08.1967)[19]